# Réseau radical
 (juin 2013).
Si vous disposez d'ouvrages ou d'articles de référence ou si vous connaissez des sites web de qualité traitant du thème abordé ici, merci de compléter l'article en donnant les références utiles à sa vérifiabilité et en les liant à la section « Notes et références ».
Le Réseau radical était un pôle de réflexion nationaliste révolutionnaire et solidariste issu d'une scission d'Unité radicale en 2002.

## Historique
Certains des fondateurs du Réseau radical, comme Christian Bouchet, sont issus de la fraction nationaliste révolutionnaire d'Unité radicale, qu'ils avaient quitté en avril 2002.
Le Réseau radical est dirigé par un bureau politique composé de Luc Bignot, Christian Bouchet et Giorgio Damiani.
Il rejetait catégoriquement le clivage gauche-droite et puisait ses références idéologiques à la fois dans la pensée d'Alexandre Douguine, de François Duprat, de Jean Thiriart, de Julius Evola, mais aussi de socialistes tels que Louis Auguste Blanqui. Les activités du Réseau étaient coordonnés par le CSR (Conseil solidariste radical).
Il se prononçait en faveur d'un projet politique et de réflexion s'inscrivant dans une position anticapitaliste, sociale et solidariste, antiaméricaine et antisioniste, de préservation des différences culturelles des peuples dans un bloc eurasien.
Le symbole du Réseau radical est le trident. Il possède une revue mensuelle, intitulée Résistance, un bimestriel dédié à son groupe jeunesse (Jeune résistance) et une lettre d'information interne (La lettre du réseau radical), auxquels s'ajoutent deux maisons d'édition (Avatar et Ars Magna) et le site internet Vox NR. Se rapprochant du groupe italien Sinistra nazionale, il crée un Réseau géopolitique européen qui se veut être l'héritier du Front européen de libération et publie lui aussi une revue, La nation eurasienne.
En février 2003, une délégation comprenant des membres du Réseau radical (en compagnie du dirigeant du mouvement belge Nation et d'un cadre du Parti des musulmans de France) visite l'Irak pour soutenir Saddam Hussein. Le Réseau radical est également un soutien du régime iranien.
Par ailleurs, le Réseau radical soutenait les luttes d'indépendance nationales et les régimes anti-impérialistes. Par exemple soutien à Saddam Hussein et à la guérilla irakienne, à la Palestine, à la république islamique d'Iran, à la république de Serbie-et-Monténégro, au président du Venezuela Hugo Chávez, à Carlos, etc.
Le groupe est en mauvais termes avec le Parti communautaire national-européen et les Identitaires, ces derniers allant jusqu'à renverser le stand tenu par le Réseau radical au colloque du GRECE et un autre affrontement cause presque l'éborgnement d'un militant à l'aide d'une fourchette.  
Le Réseau radical est dissous par ses initiateurs durant le premier trimestre 2006 et devient un cercle politique, Les Nôtres, qui prône l'entrisme,.